# Черепановський провулок
Черепановський прову́лок — зниклий провулок, що існував у Московському районі міста Києва, місцевість Черепанова гора. Провулок пролягав від Лабораторного провулку до вулиці Анрі Барбюса.

## Історія
Провулок виник у 1950-х роках, під назвою Нова вулиця. Назву Черепановський провулок, на честь місцевості, якою пролягав, набув 1955 року. Ліквідований 1977 року у зв'язку зі зміною забудови та переплануванням.